# Johann Georg Pintz

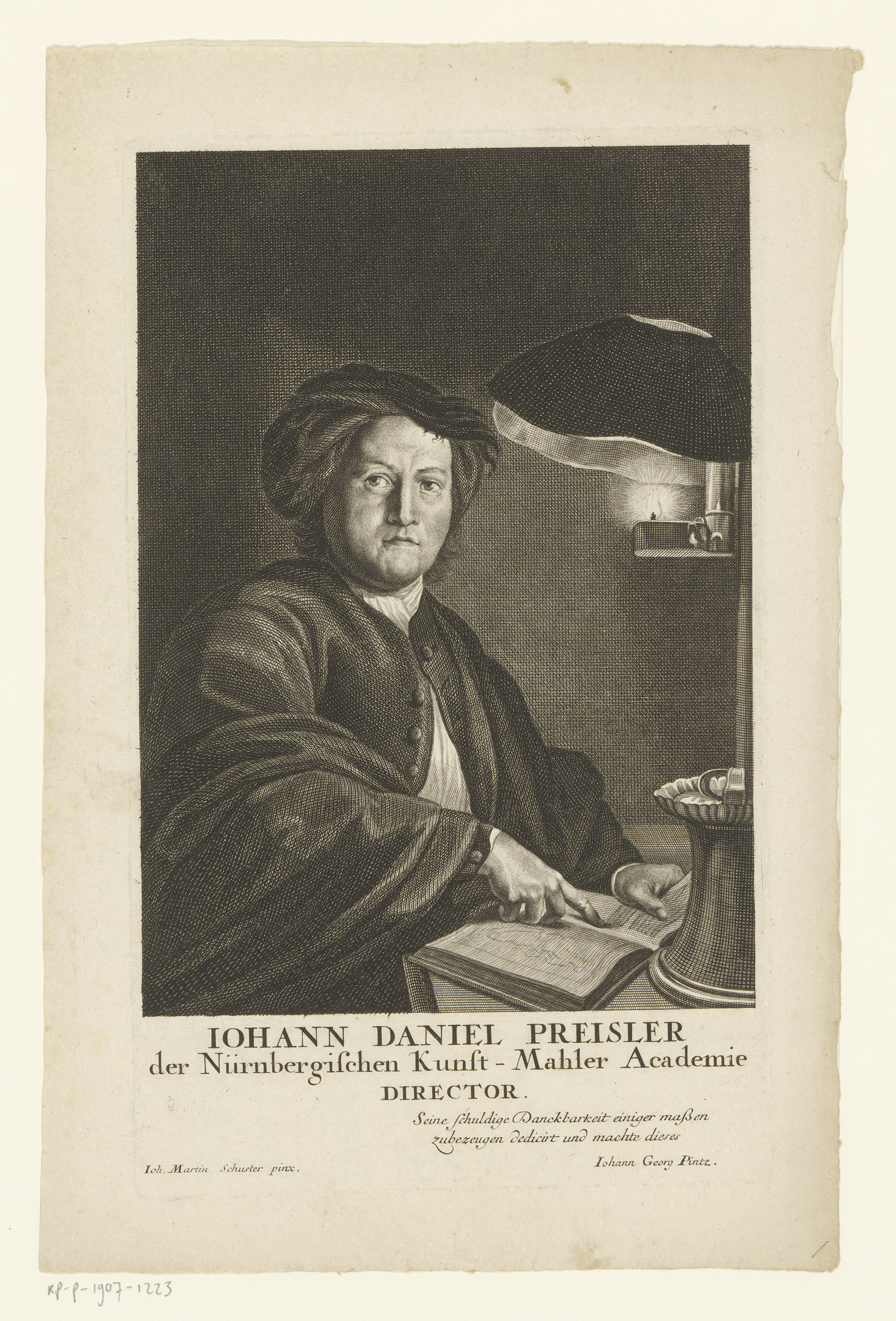
Johann Daniel Preissler, porträtiert von seinem Neffen Johann Georg Pintz nach einer Vorlage von Johann Martin Schuster

Johann Georg Pintz, auch Pinz und Penz (* 1697 in Nürnberg; † 1. April 1761 in Augsburg), war ein deutscher Kupferstecher. 
Johann Georg Pintz war ein Neffe des Nürnberger Malers Johann Daniel Preissler und möglicherweise ein Urenkel von Georg Pencz. Er erlernte in Nürnberg die Kupferstechertechnik. Am 27. November 1727 kündigte er sein Nürnberger Bürgerrecht auf und ließ sich danach als Kupferstecher in Augsburg nieder. Er fertigte vor allem Ornament- und Architekturstiche, darunter eine Folge von 17 Blatt mit Ansichten des Augsburger Rathauses, Ansichten der Festung Königstein sowie in Berlin Ansichten und Grundrisse des Palais Marschall. Er war für den Verlag Engelbrecht und die Wolffsche Kunsthandlung tätig.
Johann Georg Pintz war Vater des Kupferstechers Philipp Gottfried Pintz.